# Antiga Área Agrícola de Kuk
O Antiga Área Agrícola de Kuk ou Zona Úmida de Kuk é um Sítio arqueológico em Papua-Nova Guiné. Inclui 116 hectares de zona úmida situadas a 1500 metros de altitude, no sul da ilha da Nova Guiné. A agricultura se praticou desde há sete a dez mil anos.
Em 7 de julho de 2008, o lugar foi inscrito no Patrimônio mundial da UNESCO, sendo Kuk, segundo a Unesco, "um dos lugares mais escassos do mundo em que os vestígios arqueológicos mostram um desenvolvimento independente da agricultura entre sete a dez milênios atrás".